# 王彬 (永樂進士)
王彬（？年—？年），山西絳縣人。明朝政治人物。

## 生平
永樂元年（1403年）中式山西鄉試舉人，永樂二年（1404年）聯捷甲申科進士。歷官北京行部興濟縣知縣。